# Campionati mondiali di nuoto 2007
I XII Campionati mondiali di nuoto si sono svolti dal 17 marzo al 1º aprile 2007 a Melbourne, in Australia.

## Sport
In questi campionati mondiali sono state assegnate 65 medaglie d'oro, di cui 29 maschili e 36 femminili.
| Disciplina                                                                 | Maschile | Femminile  | Totali      |
| -------------------------------------------------------------------------- | -------- | ---------- | ----------- |
| • Nuoto • Nuoto in acque libere • Tuffi • Nuoto sincronizzato • Pallanuoto | 20 3 5 1 | 20 3 5 7 1 | 40 6 10 7 2 |
| Totale                                                                     | 29       | 36         | 65          |

## Medagliere
| Posizione | Paese         | Oro | Argento | Bronzo | Totale |
| --------- | ------------- | --- | ------- | ------ | ------ |
| 1         | Stati Uniti   | 21  | 14      | 5      | 40     |
| 2         | Russia        | 11  | 6       | 8      | 25     |
| 3         | Australia     | 9   | 9       | 8      | 26     |
| 4         | Cina          | 9   | 5       | 2      | 16     |
| 5         | Francia       | 3   | 2       | 2      | 7      |
| 6         | Germania      | 2   | 5       | 4      | 11     |
| 7         | Polonia       | 2   | 1       | 1      | 4      |
| 8         | Sudafrica     | 2   | 0       | 1      | 3      |
| 9         | Giappone      | 1   | 4       | 8      | 13     |
| 10        | Canada        | 1   | 3       | 1      | 5      |
| 11        | Italia        | 1   | 2       | 6      | 9      |
| 12        | Svezia        | 1   | 1       | 1      | 3      |
| 13        | Corea del Sud | 1   | 0       | 1      | 2      |
| 13        | Ucraina       | 1   | 0       | 1      | 2      |
| 15        | Croazia       | 1   | 0       | 0      | 1      |
| 16        | Spagna        | 0   | 4       | 3      | 7      |
| 18        | Paesi Bassi   | 0   | 2       | 3      | 5      |
| 18        | Gran Bretagna | 0   | 2       | 3      | 5      |
| 19        | Zimbabwe      | 0   | 2       | 0      | 2      |
| 20        | Ungheria      | 0   | 1       | 1      | 2      |
| 22        | Bielorussia   | 0   | 1       | 0      | 1      |
| 22        | Svizzera      | 0   | 1       | 0      | 1      |
| 23        | Austria       | 0   | 0       | 1      | 1      |
| 23        | Danimarca     | 0   | 0       | 1      | 1      |
| 23        | Egitto        | 0   | 0       | 1      | 1      |
| 23        | Grecia        | 0   | 0       | 1      | 1      |
| 23        | Venezuela     | 0   | 0       | 1      | 1      |
| Totale    | Totale        | 66  | 65      | 64     | 195    |